# Ріо-Саладо (притока Парани)
Ріо-Сала́до (ісп. Río Salado), або Саладо-дель-Норте — річка на півночі Аргентини у басейні Ла-Плати. Має площу басейну 124 199 км².
Витоки Ріо-Саладо розташовані на схилах Анд у провінції Сальта (24°25′10″ пд. ш. 66°10′05″ зх. д. / 24.41944° пд. ш. 66.16806° зх. д.). У цій місцевості річка має назву Кальчакі. Від злиття з притокою Санта-Марія вона отримує назву Гвачіпас. Покинувши гірський регіон вона зливається з притокою Арьяс, отримує ім'я Пасахе, або Хураменто, і утворює водосховище Кабра-Корраль. Від міста Сантьяго-дель-Естеро річка має назву Саладо, або Качімайо. У провінції Сантьяго-дель-Естеро Ріо-Саладо живить мережу зрошувальних каналів. Біля кордонів провінції Санта-Фе річка зливається з Кальчакі-дель-Сур, далі отримує води Сан-Антоніо і Кулулу. Біля злиття Ріо-Саладо і Саладільйо знаходиться місто Санта-Фе. Далі Ріо-Саладо розділяється на два рукави, один з яких впадає у Парану, а другий має назву Ріо-Коронда і тече ще 150 км, поки також не зіллється з Параною.
Загальна довжина Ріо-Саладо 2 355 км, але часто беруть до уваги лише відрізок від злиття Гвачіпас і Арьяс, який має 2 210 км довжини.